# André Luiz Moreira
André Luiz Moreira, född 14 november 1974 i São Paulo, Brasilien, är en före detta fotbollsspelare. Han har under karriären bland annat spelat kortare perioder hos klubbar som Paris Saint-Germain FC, CD Tenerife, Olympique de Marseille samt Corinthians.
Moreira har spelat för Brasilien vid 19 tillfällen och gjort 2 mål. Han fanns med i den brasilianska truppen som vann brons vid olympiska sommarspelen 1996 i Atlanta.